# Alsó-Uele tartomány
Az Alsó-Uele tartomány (Bas-Uele) a Kongói Demokratikus Köztársaság 2005-ös alkotmánya által létrehozott közigazgatási egység. Az alkotmány 2009. február 18-án, 36 hónappal az alkotmányt elfogadó népszavazás után lépett hatályba. A tartomány az ország északkeleti részében fekszik, a Közép-afrikai Köztársasággal határos, része a jelenlegi Orientale tartománynak. Fővárosa Buta, mely egyben a környék legnagyobb városa. A tartomány nemzeti nyelve a lingala és a szuahéli.
A tartomány az Uele-folyótól kapta a nevét, mely a tartományt átszelő legnagyobb folyó. Az „alsó” jelző a folyó alsó szakaszára utal.

## Története
- 1962. július 27-én a két évvel korábban, 1960. június 30-án megalakult Kongói Köztársaságból a központi kormány létrehozza a Felső-Kongó, Kibali-Ituri és Uele tartományokat.
- 1966-ban a tartomány újraegyesül.
- 1971-től az egyesült tartományt Felső-Zairének hívják.
- 1997-től Mobutu Sese Seko uralmának megdöntése után a Felső-Zaire név Felső-Kongóra változik, majd még abban az évben Orientale tartományra.
- 2009 február, az Orientale tartományból négy új tartomány alakul, Felső-Uele, Alsó-Uele, Tschopo és Ituri.

### Körzetei
Alsó-Uele tartomány körzetei:
- Polo
- Buta
- Bondo
- Bambesa
- Ango
- Aketi